# Fons-sur-Lussan

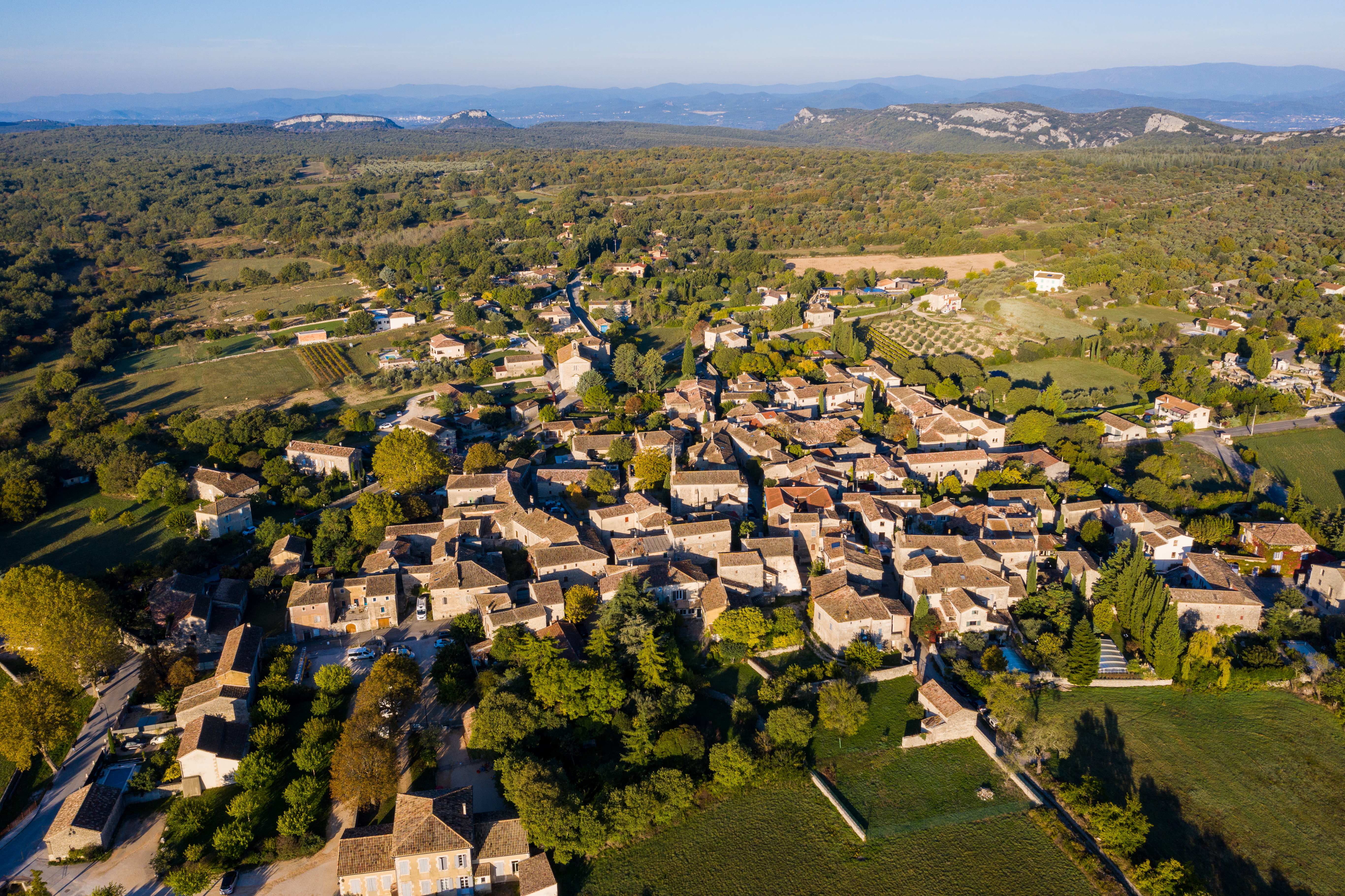
Fons-sur-Lussan

Fons-sur-Lussan is een gemeente in het Franse departement Gard (regio Occitanie) en telt 202 inwoners (2004). De plaats maakt deel uit van het arrondissement Nîmes.

## Geografie
De oppervlakte van Fons-sur-Lussan bedraagt 10,3 km², de bevolkingsdichtheid is 19,6 inwoners per km².

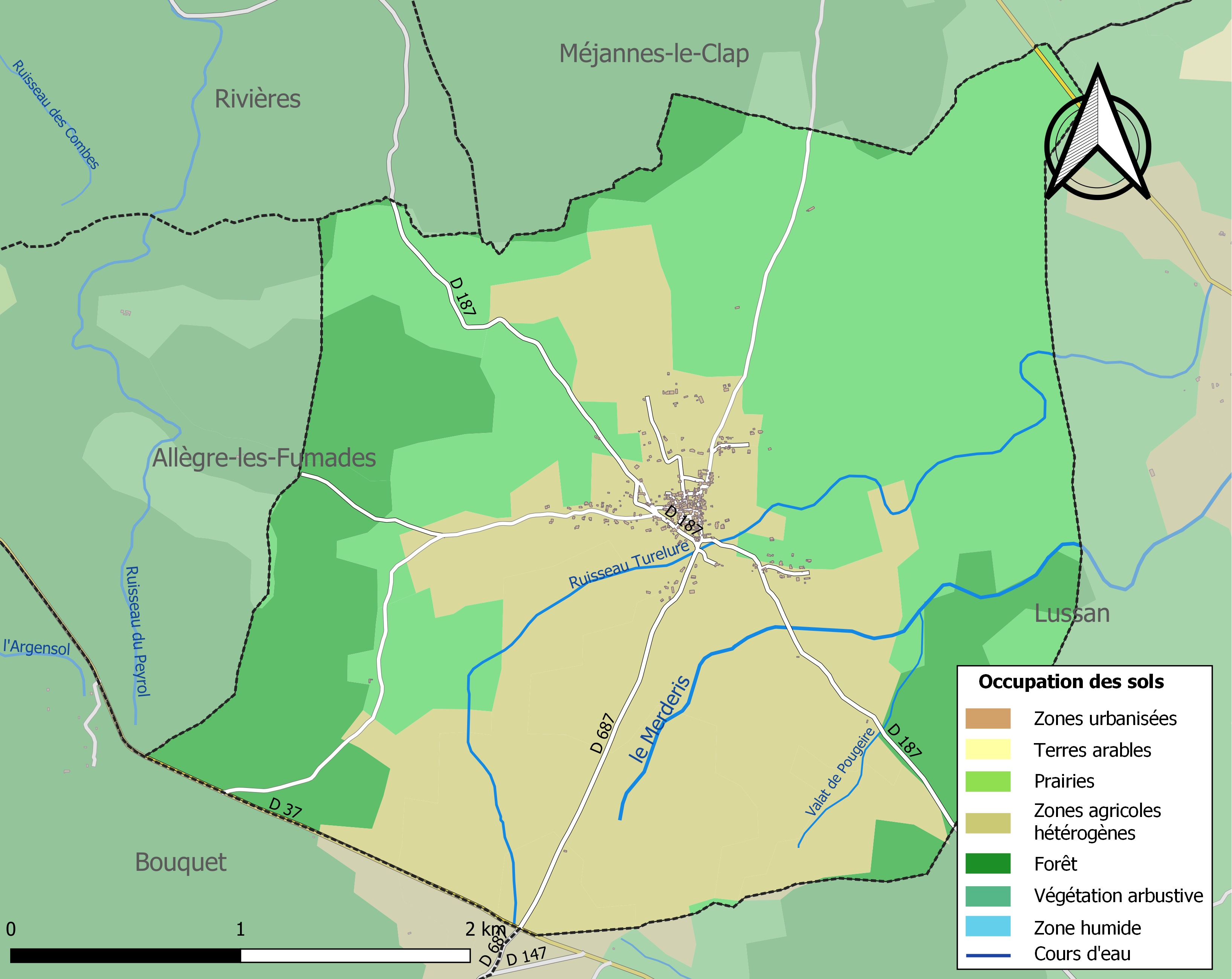
Kaart van de gemeente met de belangrijkste infrastructuur, bodemgebruik en omliggende gemeenten

## Demografie
Onderstaande figuur toont het verloop van het inwonertal (bron: INSEE-tellingen).